# فوق الثنية

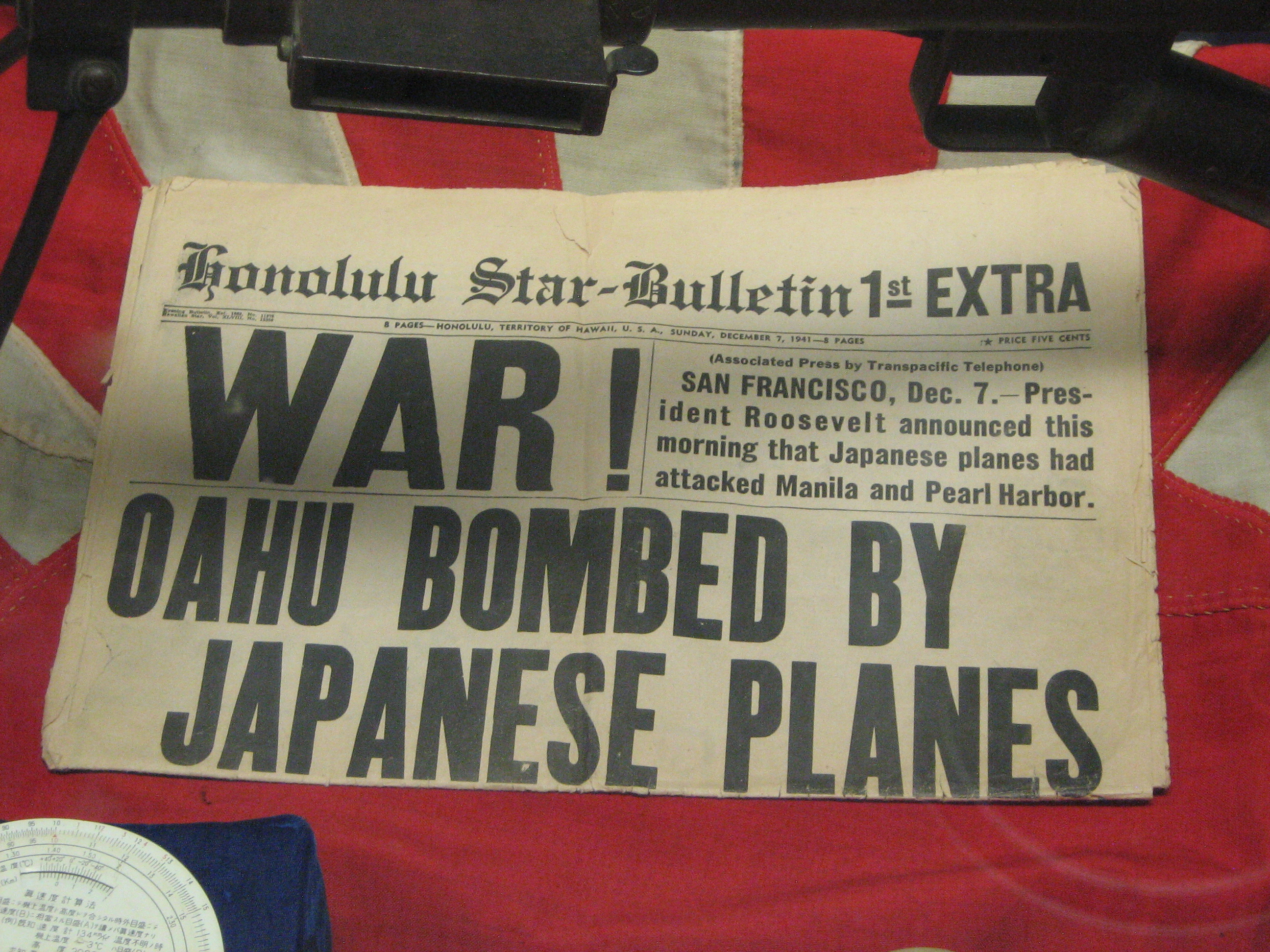

«فوق الثنية» هو مصطلح منتشر في التصميم الجرافيكي يعني النصف الأعلى من الصفحة الأولى من الجريدة الورقية والذي عادة يجذب الأنظار ويشد القارئ من الوهلة الأولى إن كانت المحتويات قيّمة وواضحة.
حيث معظم الجرائد عندما يتم توصيلها للمشتركين أو عرضها على الزبائن، تكون مطوية إلى نصفين، وذلك لتسهيل تكديسها وعرضها على الواجهات، لذلك المحتوى الموجود في هذا القسم، هو الظاهر على الجميع، والمحتوى والأخبار الموجودة (خاصة إن كانت حصرية) تجعل المطّلع يشتري الجريدة لقراءة المزيد من التفاصيل بعدما أُعجب بمحتوى الصفحة الأولى.
و بما أن الصفحة الأولى وخاصة النصف الأعلى الذي يقع «فوق الثنية» فإنه هدف المعلنين عادة ويكون سعر الإعلان في هذا القسم أعلى بالطبع.
صحيح أن هذا المصطلح يطلق على الجريدة الورقية، ولكنه أصبح يستعمل في أي شيء ليدل على أهميته وظهوره بشكل أفضل.
و أيضاً هذا المصطلح أصبح يُستخدم بكثرة في عالم تطوير وتصميم المواقع الإلكترونية ليدل على المنطقة الواضحة للمستخدم عندما يفتح الموقع بدون أن يحرك شريط التحريك للأسفل، ولكنه سرعان ما انكر البعض هذه التسمية على تصميم المواقع بحجة أنه هناك درجات وضوع وقياس مختلفة للشاشات المستخدمة في الدخول إلى صفحات مواقع الإنترنت، لذلك تختلف تلك منطقة «فوق الثنية» بحسب الشاشة التي يستخدمها الشخص.
و لكن كعادتها في مساعدة المستخدمين في التغلب على المشاكل، قامت جوجل بعمل أداة تمكن أصحاب المواقع من معرفة كيفية ظهور منطقة «فوق الثنية» بالنسبة للزوار، وبالتالي تحسين كيفية ظهور الموقع والتصميم بناء على ذلك.